# 藤枝奈己絵
藤枝 奈己絵（ふじえだ なみえ、1976年 - ）は、日本の漫画家。

## 人物・経歴
1999年、24歳のとき『週刊ヤングマガジン』にて「アーモンド」で漫画家デビュー（藤枝岬名義）。
約2年間の居候生活の後、シングルマザーたちの共同生活のためのシェアハウス「沈没ハウス」にて暮らす。その後、結婚・出産。「沈没ハウス」のドキュメンタリー映画「沈没家族」にも出演した。

## 単行本
- 『変わってるから困ってる』（青林工藝舎 2006年/2月）ISBN 978-4883792085
- 『夢色お兄ちゃん』（青林工藝舎 2008年8月）ISBN 978-4883792689
- 『赤子よ日記』（青林工藝舎 2014年3月）ISBN 978-4883793976